# Richard Pearman Minifie
Richard Pearman Minifie, avstralski častnik, vojaški pilot in letalski as, * 2. februar 1898, Melbourne, † 31. marec 1969, Melbourne.
Letalski poročnik McCloughry je v svoji vojaški karieri dosegel 21 zračnih zmag.

## Odlikovanja
- Distinguished Service Cross (DSC) z dvema ploščicama